# ブガッティ・タイプ57
タイプ57（Type57, T57）はフランスの自動車メーカー・ブガッティが1934年から1940年まで、710台を製造した高級車である。この生産台数は歴代のブガッティ各モデル中最多であった。

## 概要
ブガッティ創立者のエットーレ・ブガッティの長男・ジャン・ブガッティによって設計され、多くの場合、彼がデザインした個性的で美しいボディが自社工場で架装された。自社ボディのバリエーションは2ドア4座の「ヴァントー」（Ventoux）、4ドア4座の「ギャリビエ」（Galibier）、2ドアカブリオレの「ステルヴィオ」（Stelvio）、2ドアクーペの「アトランテ」（Atalante）の4種であった。エンジンはタイプ49（Type 49）に用いられたものをジャンが大幅に改良したDOHC直列8気筒3,257 ccで135馬力を発揮し、3,300 mmの長大なホイールベースを持つ重量級のこの車を最高速度153 km/hで走らせた。
洗練された車体とエンジンに対し、創業者である父・エットーレ・ブガッティの頑固な意思によって、シャシーは旧式な設計とならざるを得なかった。前輪サスペンションは固定軸式、ブレーキも当初は機械式で、油圧式に改められたのは1938年になってからであった。ジャンは当初独立式サスペンションを計画したが、エットーレはこれに激怒して、彼が長年固執した固定軸に戻すように命じたと言われる。
生産台数の大半はスタンダードな「57」で、630台が生産された。ボンネット側面がサーモスタットで制御された開閉式シャッターとなっていることが特徴である。

## 高性能版
タイプ57をベースに様々なスポーツモデルやレーシングモデルが開発され、標準型以上に著名な存在となっている。

### タイプ57S
タイプ57のシャシーを低め、ホイールベースも2,979 mmに短縮したもので、Sは「surbaissé」（英語の「lowered」）の略である。外観上の特徴はラジエターグリル下端がV型となり、ボンネット両側にはシャッターに代えてメッシュの金網が付けられていた。
同時代の車の中でも背が高い部類であったノーマルのタイプ57のシャシーを低めるためには大改造が施された。後輪の車軸はシャシーの下を通っていたが、シャシーを貫通するように改められ、エンジンの潤滑も全高を押さえるためにドライサンプ方式に変更された。前輪サスペンションも新設計され、エットーレが忌み嫌っていた独立式に近いものとなった。タイプ57Sは僅か40台生産されたに過ぎないが、低められたシャシーを生かして「バンデン・プラ」や「コルシカ」などの名門コーチビルダーが競うように美しいボディーを架装。世界中の裕福なエンスージアストを魅了し、ブガッティの中でも最も著名なモデルの一つになっている。

#### タイプ57SC
タイプ57Sにスーパーチャージャーを与えた高性能版。Cは「compresseur」（英語の「compressor」）の略である。新車としては2台生産されたに過ぎないが、ほとんどのタイプ57Sのオーナーはスーパーチャージャーによる更なる大馬力を望んだので、57Sのほとんどはモルスハイムのブガッティ工場に送り返されてスーパーチャージャー付きのSCとなった。エンジン出力は160 hpに増強され、最高速度も185 km/hに達した。

### タイプ57T

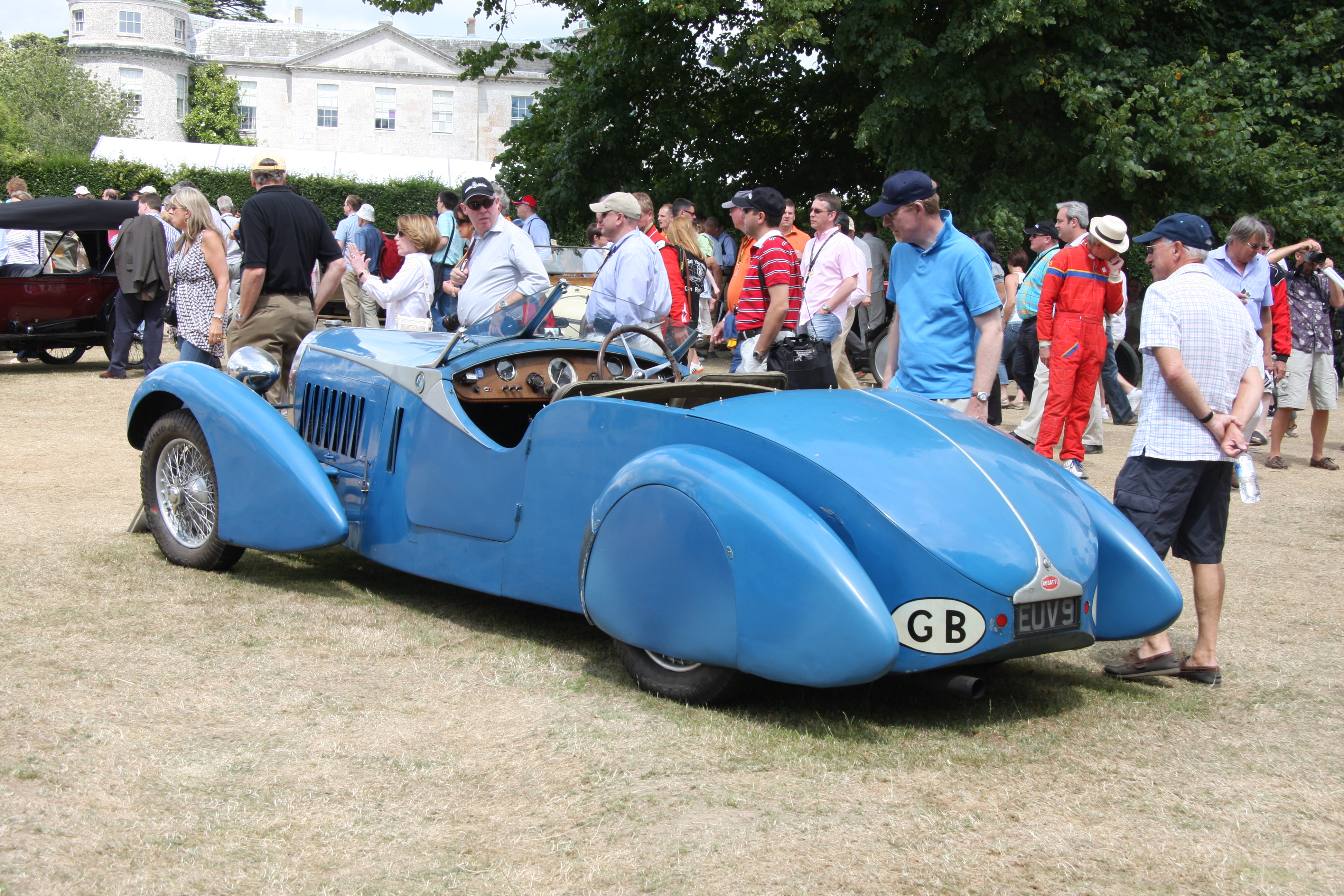
1935年タイプ57Tツアラー

タイプ57をチューンしたモデルで、最高速度は185 km/hに達した。

### タイプ57C

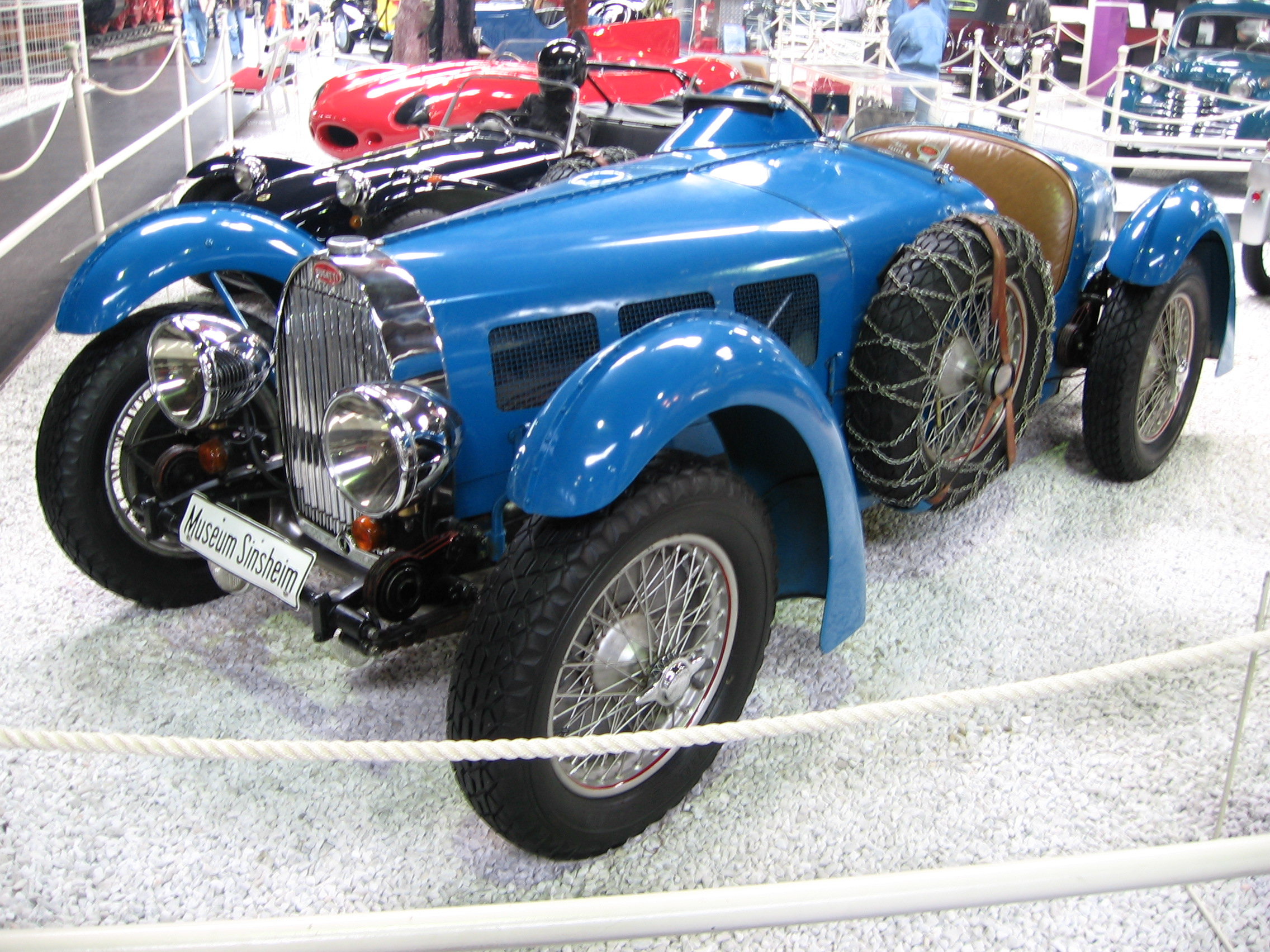
タイプ57C

1937年から1940年まで製造されたレーシングカーであり、約96台が生産された。 ロードゴーイングモデルのタイプ57と共通の3.3 Lエンジンを搭載し、ルーツ式スーパーチャージャーを装着して160馬力（119 kW）を発生した。

### アトランティーク・クーペ

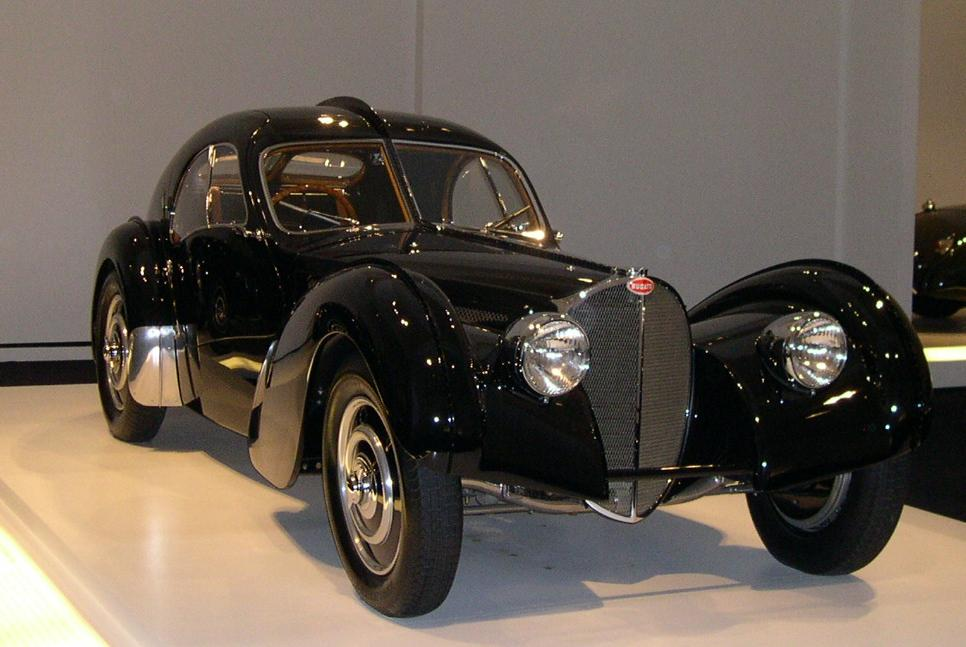
1938年タイプ57SC「アトランティーク・クーペ」（ラルフ・ローレン所有車）

タイプ57に架装された様々な車体の中でも最も著名で、第二次世界大戦前の最も美しい自動車の一つとして賞賛されているのがタイプ57SC「アトランティーク・クーペ」である。4台が製造され、3台のみ現存している。

### タンク

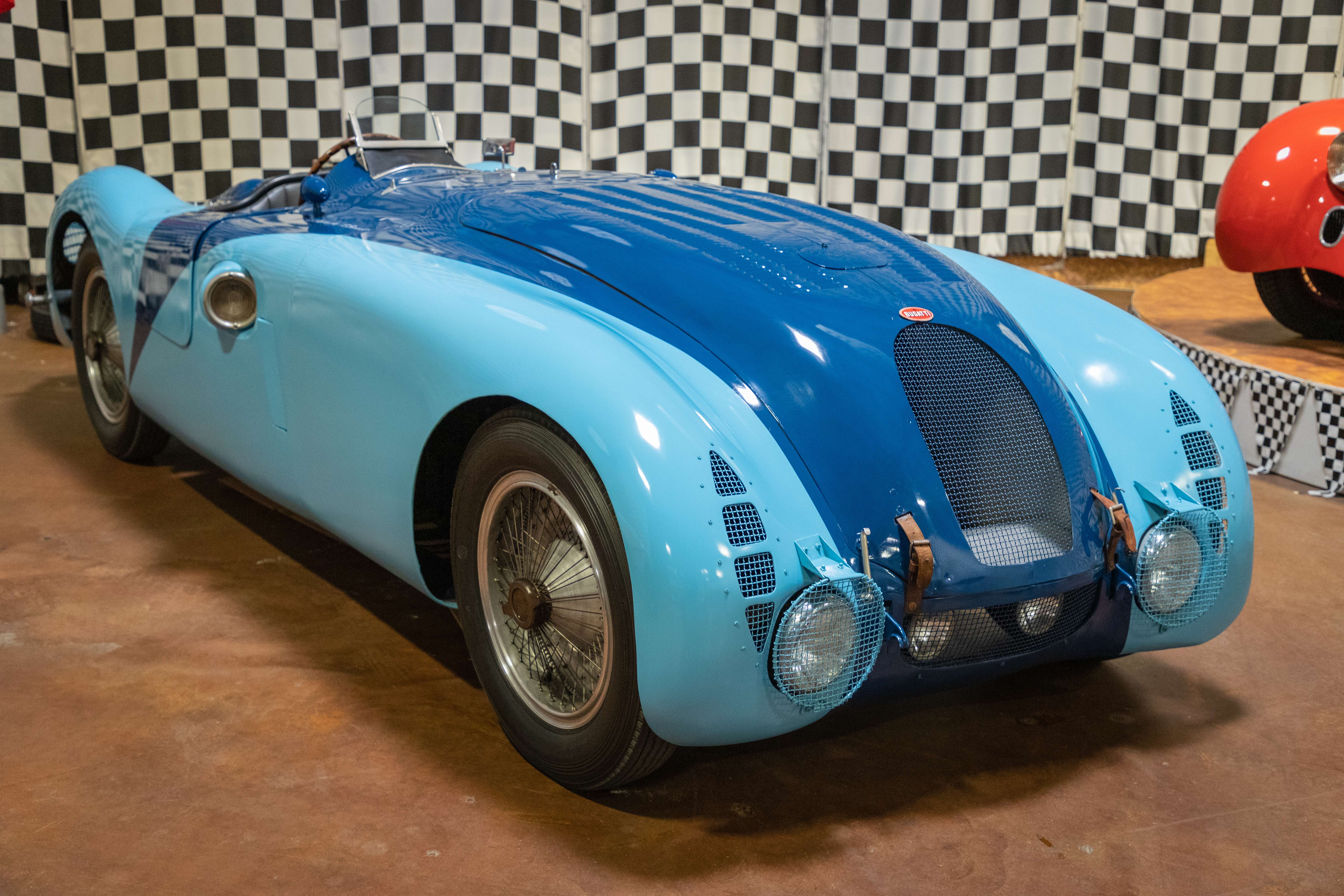
1936年タイプ57G「タンク」

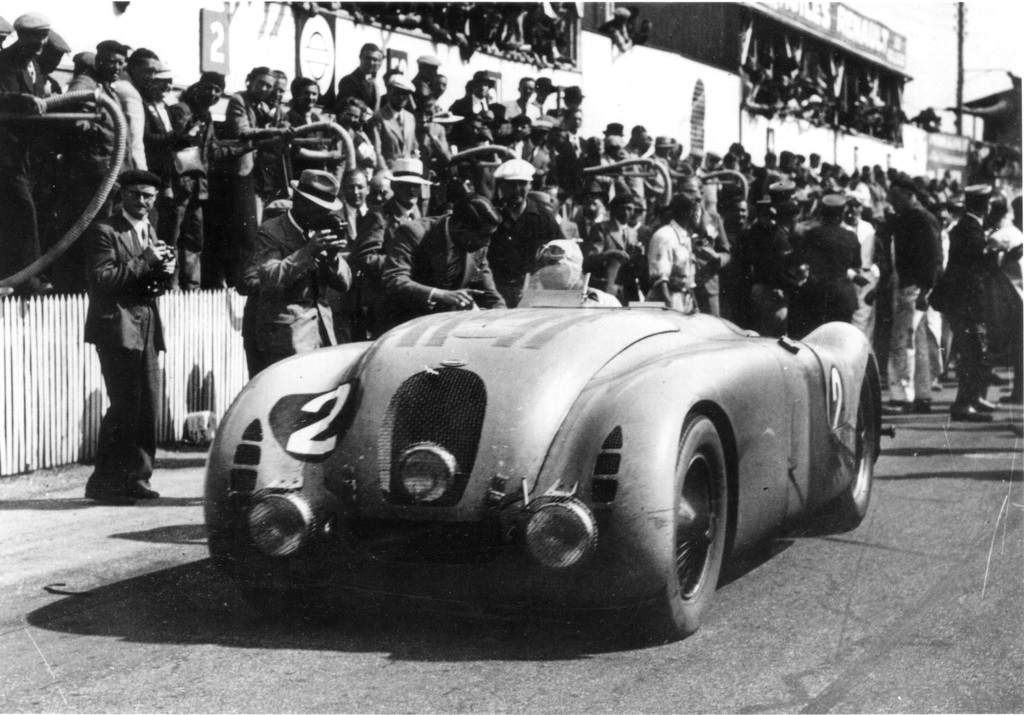
1939年のル・マン24時間レース

タイプ57SCのシャシーに流線型の車体を被せ、エンジンを4,743 cc/289馬力まで高度にチューンしたレーシングカーがタイプ57「タンク」である。1936年・1937年シーズン用のモデルがタイプ57G、1939年シーズン用はタイプ57Sと呼称された。1936年のフランスGP、1937年のル・マン24時間レース、1939年のル・マン24時間レースに優勝した。しかしこのタイプ57Sを試運転中のジャンは1939年8月、酒酔い運転の自転車を避けようとして30歳で事故死した。翌月第二次世界大戦が勃発、ブガッティのような超高級車の生産は間もなく不可能になった。
ジャンはタイプ57の後継車種として前輪独立サスペンションを持つ「タイプ64」を試作していたが、彼の突然の死と戦争によってこの計画は頓挫した。戦後、生産を再開したタイプ101に用いられていたのは、1930年代すでに時代遅れであったタイプ57そのままのシャシーであり、天才デザイナーを失ったため外注を余儀なくされた過渡的なデザインの車体であった。タイプ101は間もなく消滅し、1980年代に復活するまでブガッティが製造する最後のロードカーとなる運命にあった。